# Спудлув
Спудлув (пол. Spudłów, нім. Spudlow) — село в Польщі, у гміні Ґужиця Слубицького повіту Любуського воєводства.
Населення — 66 осіб (2011).
У 1975-1998 роках село належало до Гожовського воєводства.

## Демографія
Демографічна структура станом на 31 березня 2011 року:
|          | Загалом | Допрацездатний вік | Працездатний вік | Постпрацездатний вік |
| -------- | ------- | ------------------ | ---------------- | -------------------- |
| Чоловіки | 30      | 9                  | 18               | 3                    |
| Жінки    | 36      | 9                  | 18               | 9                    |
| Разом    | 66      | 18                 | 36               | 12                   |